# Electrostrymon hugon
Electrostrymon hugon är en fjärilsart som beskrevs av Jean Baptiste Godart 1823. Electrostrymon hugon ingår i släktet Electrostrymon och familjen juvelvingar. Inga underarter finns listade i Catalogue of Life.

## Bildgalleri

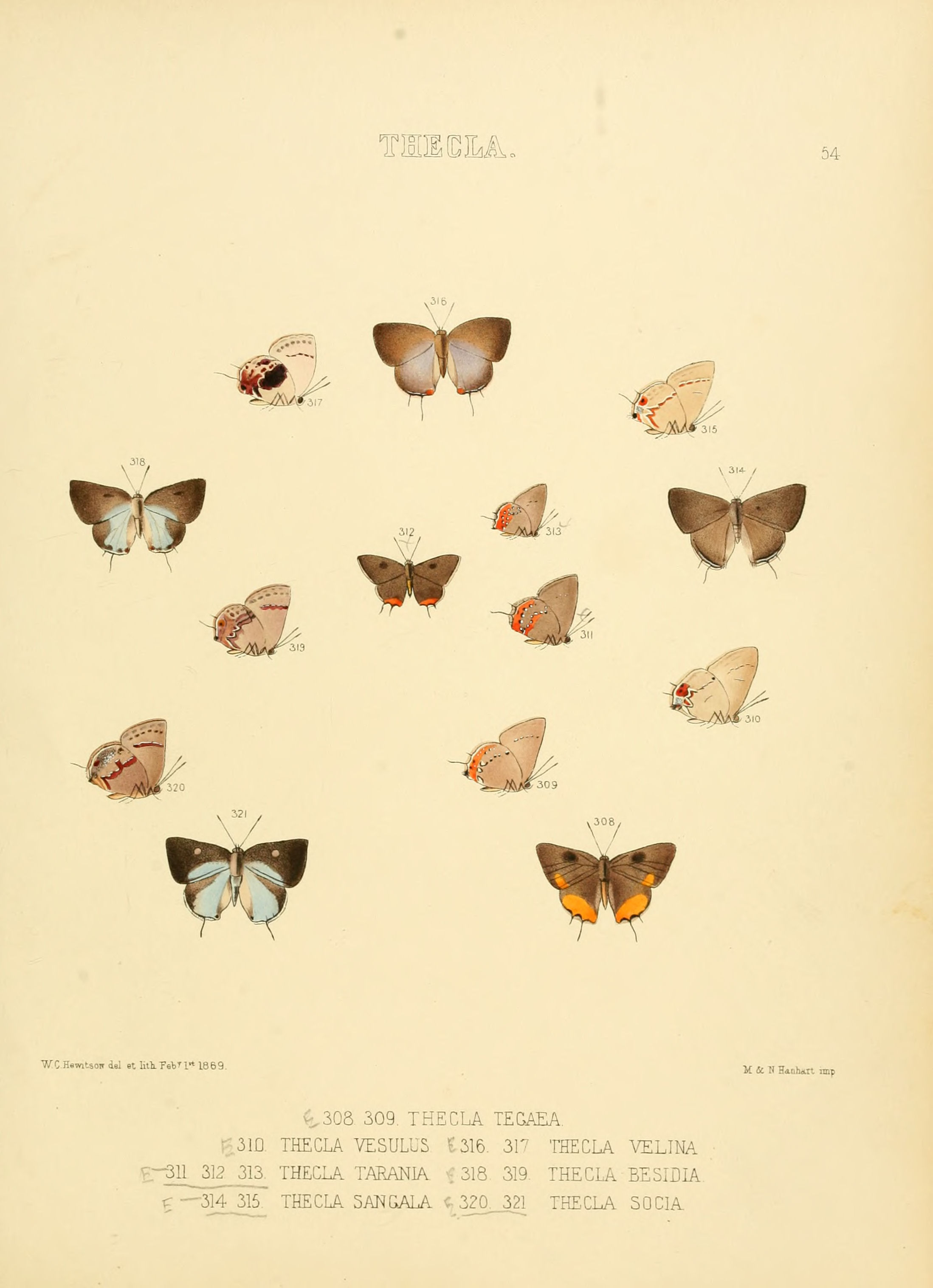
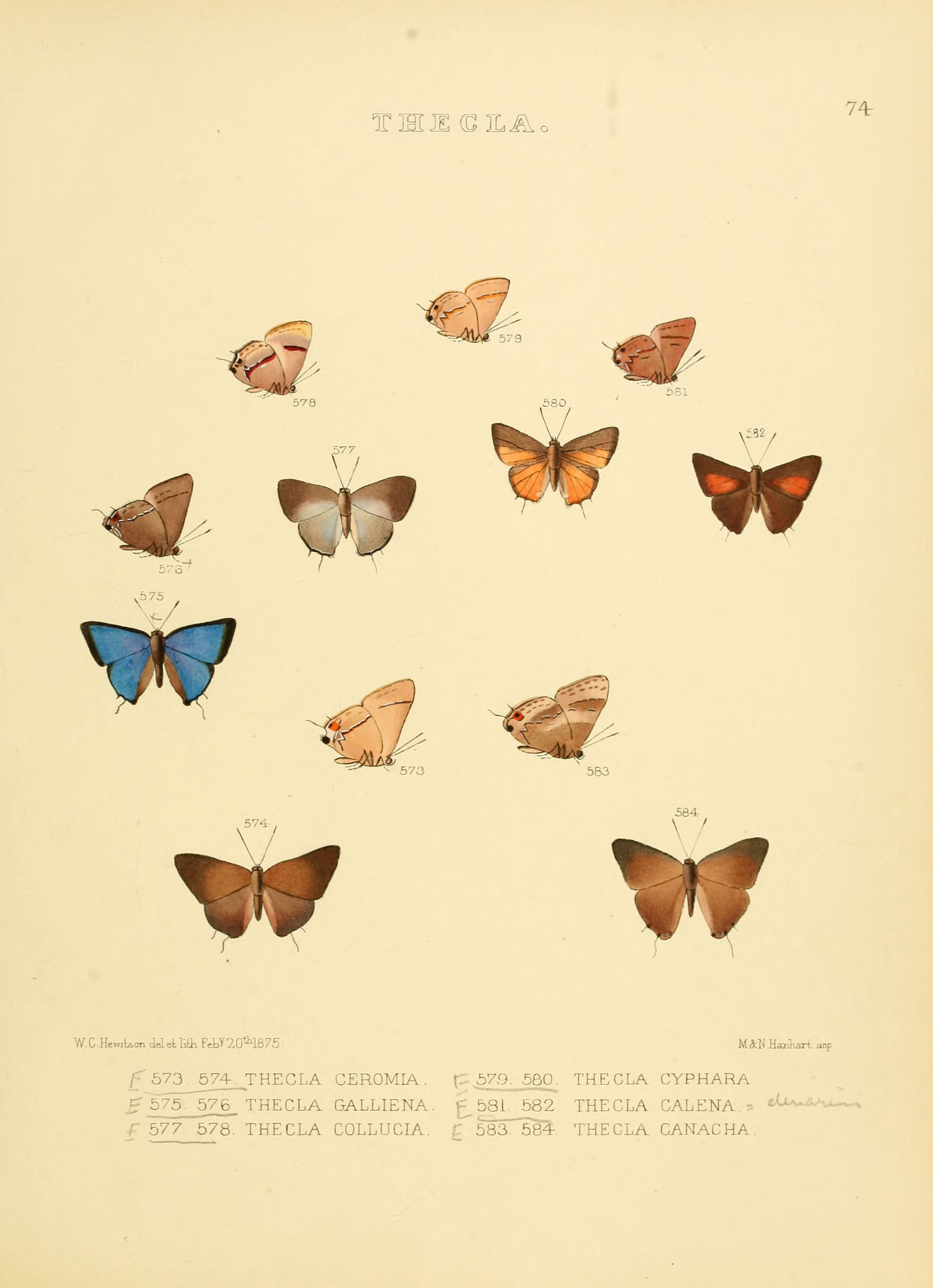
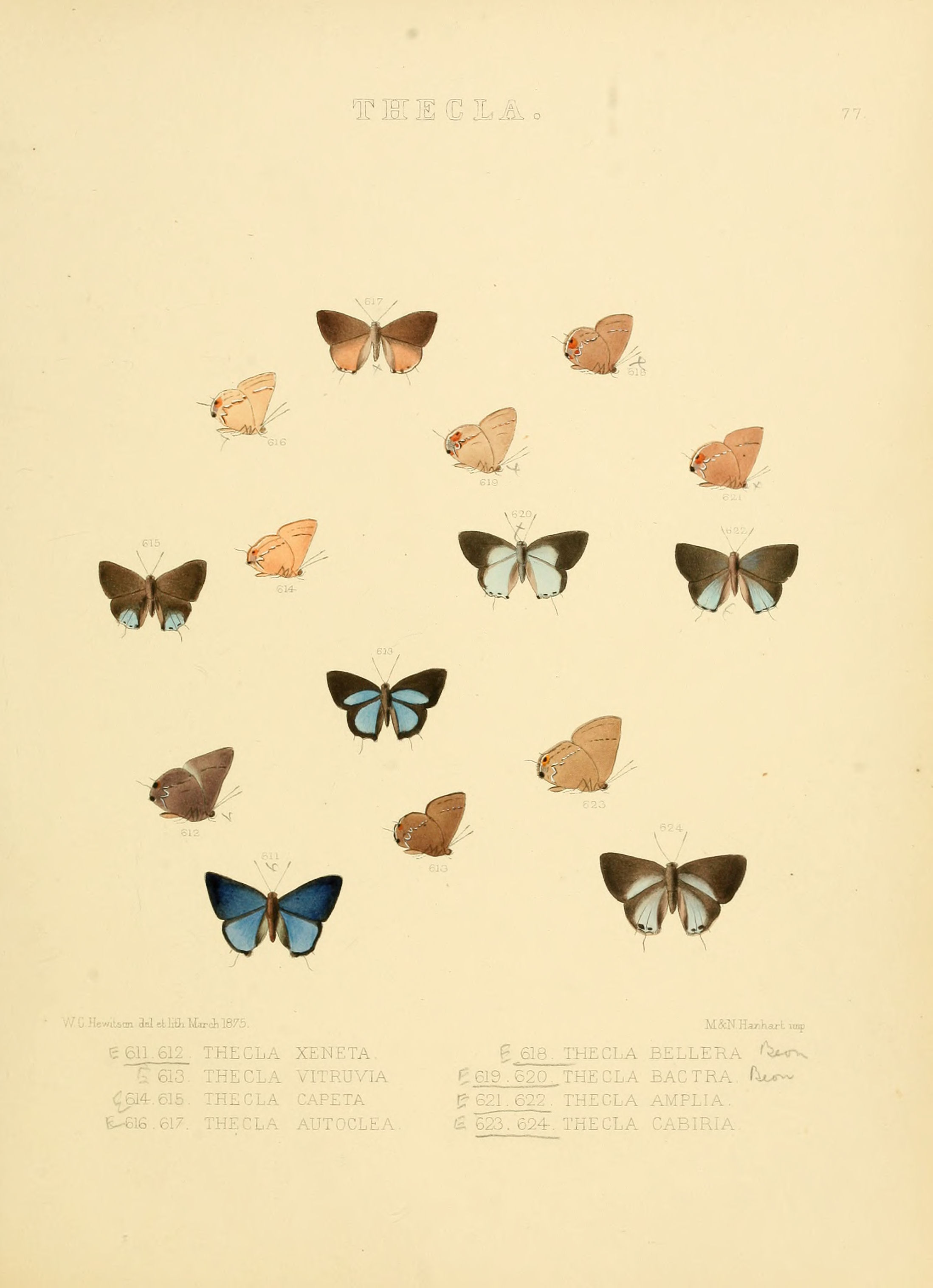